# Eddlethorpe
Eddlethorpe är en by i civil parish Burythorpe, i kommunen North Yorkshire, i grevskapet North Yorkshire, i England. Byn är belägen 23 km från York. Eddlethorpe var en civil parish från 1866 till 1935 då den blev en del av Burythorpe. Civil parish hade 38 invånare år 1931. Byar nämndes i Domedagsboken (Domesday Book) år 1086, och kallades då Eduardestorp/Gedwalestorp/Gudwalestorp.